# Morgenposten
Morgenposten fue un periódico noruego, que fue emitido en Oslo entre 1861 y 1971. Entre la década de 1870 y comienzos de la década de 1900 se convirtió en uno de los periódicos más importantes de Noruega, cuándo su nombre era Christiania Nyheds- og Avertissements-Blad, también apodado como Sværta.

## Fundación y primeros años
El periódico fue fundado en 1861 por William Nisson, bajo el nombre Christiania Avertissements-Blad, y desde 1865, el diario pasó a llamarse Christiania Nyheds- og Avertissements-Blad. El título Morgenposten fue un subtítulo realizado en 1866, y desde 1943, se convirtió en el título oficial del periódico. Thoralf Pryser editó el periódico desde 1918 hasta 1946, con excepción de la última fase de la ocupación alemana de Noruega en 1943, siendo reemplazado por el editor Nazi Feiring. Durante el período de entreguerras, se convirtió en el tercer periódico más grande de Noruega, siendo solamente superado por los diarios Aftenposten y Arbeiderbladet.

## Segunda Guerra Mundial
Durante la ocupación de Noruega por la Alemania nazi, Morgenposten era considerado como el segundo periódico más grande del país, siendo superado por Aftenposten. En 1946, se llevó a cabo un juicio llamado "prøvesaken", con el fin de decidir la posible confiscación de bienes que obtuvo el periódico durante la guerra. El juicio fue una parte importante de las acciones legales en contra de la prensa que ocurrieron durante la Segunda Guerra Mundial, ya que el juicio también tenía implicaciones hacia otros periódicos que habían colaborado con las autoridades nazis. El veredicto de la Corte Suprema de Noruega, resultó en la confiscación de 170 000 coronas noruegas.

## Posguerra
Por Voksø fue el editor en jefe del periódico entre 1964 y 1967. En 1967 el polémico empresario Sverre Munck compró el diario. Tras esta decisión, un tercio de los periodistas, incluyendo el editor, renunciaron al periódico. Ante esto, Munck ejerció él mismo como editor en jefe hasta 1969. Fue sucedido por Leif Husebye en 1969.
Morgenposten dejó de circular en 1971.